# Književnost u 1860.
◄◄ | ◄ | 1857. | 1858. | 1859. | 1860.  | 1861. | 1862. | 1863. | ► | ►►
Arhitektura • Astronomija • Biologija • Fotografija • Glazba • Kazalište • Kemija • Kiparstvo • Knjige • Književnost • Kršćanstvo • Meteorologija • Medicina • Planinarstvo • Politika • Pravo • Promet • Slikarstvo • Šport • Znanost • Željeznički promet
Književnost u 1860.

## Svijet

### Rođenja
- 29. siječnja – Anton Pavlovič Čehov, ruski književnik († 1904.)

## Vanjske poveznice
|  | Zajednički poslužitelj ima još gradiva o temi Književnost u 1860. |